# North American Football Confederation
Die North American Football Confederation (deutsch Nordamerikanische Fußball-Konföderation) war einer der Vorgänger der CONCACAF. Sie wurde im Jahr 1946 gegründet und diente als Organisation der nordamerikanischen Fußballverbände. Im Jahr 1961 vereinigte sich die NAFC mit der Confederación Centroamericana y del Caribe de Fútbol (CCCF) zur CONCACAF.
In den Jahren 1947 und 1949 hielt die NAFC eine Nordamerikanische Fußballmeisterschaft ab, an der sich die Vereinigten Staaten, Kuba und Mexiko beteiligten. In den Jahren 1990 und 1991 wurde mit dem Nordamerikanischen Nationenpokal (→ Nordamerikanische Fußballmeisterschaft) ein ähnlich gearteter Wettbewerb abgehalten. Mit der Einrichtung des Gold Cup, der Mitte 1991 erstmals ausgetragen wurde, und zu dem die Vereinigten Staaten, Kanada und Mexiko automatisch qualifiziert sind, wurde dieser Wettbewerb hinfällig.

## Mitgliedsverbände
Der NAFC gehörten zeitweise vier Mitgliedsverbände an:
| Land   | Verband                                  |
| ------ | ---------------------------------------- |
| Kanada | Canadian Soccer Association              |
| Mexiko | Federación Mexicana de Fútbol Asociación |
| USA    | United States Soccer Federation          |
| Kuba 1 | Asociación de Fútbol de Cuba             |

## Wettbewerbe
- North American Nations Cup (Nordamerikanische Meisterschaft) (1947 und 1949)